# Pierrette Trichet
Pour les articles homonymes, voir Trichet.
Pierrette Trichet, née le 15 février 1953 à Sainte-Christie-d'Armagnac dans le Gers, est une viticultrice française, biochimiste de formation.  Elle est la première femme maître de chai à Cognac, au sein de la maison Rémy Martin.

## Biographie
Pierrette Trichet a d'abord été chercheuse dans le laboratoire de la maison Rémy Martin. Personne n'imaginait qu'elle pourrait percer dans un domaine typiquement masculin, celui des maîtres de chai. Pourtant, grâce à « un nez exceptionnel », elle y est parvenue en 2003.  Elle prit sa retraite en 2014, et Baptiste Loiseau lui succéda au sein de la maison Remy-Martin.